# Thomas de Grey, VI barone Walsingham

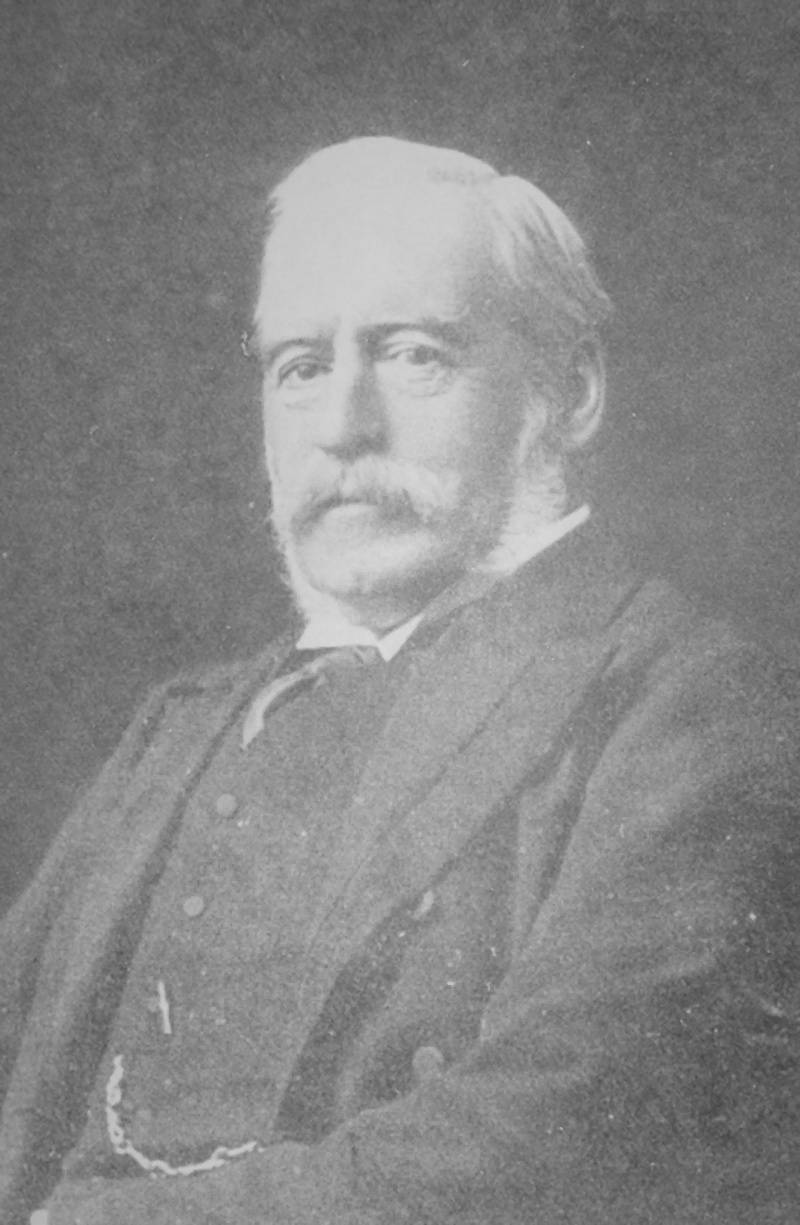
Thomas de Gray, VI barone Walsingham

Thomas de Grey, VI barone Walsingham (Londra, 29 luglio 1843 – 3 dicembre 1919), è stato un politico ed entomologo inglese, attività quest'ultima che svolse a livello amatoriale.

## Biografia
Figlio di Thomas de Grey, V barone Walsingham e di Augusta-Louisa, a sua volta figlia del baronetto Sir Robert Frankland-Russell, studiò a Eton e presso il Trinity College di Cambridge.
Fu un rappresentante del Partito Conservatore per il Norfolk occidentale presso il Parlamento del Regno Unito tra il 1865 e il 1870. Appassionato lepidotterologo, si occupò prevalentemente di Microlepidoptera e riuscì a creare una delle collezioni più grandi mai viste, con oltre 260.000 esemplari, che in seguito donò al Museo di storia naturale di Londra.

## Ascendenza
|                                         |                                    |                                           | Genitori                               |  |  | Nonni |  |  | Bisnonni                                |  |  | Trisnonni                                |  |
|                                         |                                    |                                           |                                        |  |  |       |  |  | 8. Thomas de Grey, II barone Walsingham |  |  | 16. William de Grey, I barone Walsingham |  |
|                                         |                                    |                                           |                                        |  |  |       |  |  | 8. Thomas de Grey, II barone Walsingham |  |  | 16. William de Grey, I barone Walsingham |  |
|                                         |                                    | 17. Mary Cowper                           |                                        |  |  |       |  |  | 8. Thomas de Grey, II barone Walsingham |  |  |                                          |  |
| 4. Thomas de Grey, IV barone Walsingham |                                    |                                           |                                        |  |  |       |  |  | 8. Thomas de Grey, II barone Walsingham |  |  |                                          |  |
|                                         |                                    | 9. Augusta Georgina Elizabeth Irby        | 18. William Irby, I barone Boston      |  |  |       |  |  |                                         |  |  |                                          |  |
|                                         |                                    | 9. Augusta Georgina Elizabeth Irby        | 18. William Irby, I barone Boston      |  |  |       |  |  |                                         |  |  |                                          |  |
|                                         |                                    | 9. Augusta Georgina Elizabeth Irby        | 19. Albinia Selwyn                     |  |  |       |  |  |                                         |  |  |                                          |  |
| 2. Thomas de Grey, V barone Walsingham  |                                    | 9. Augusta Georgina Elizabeth Irby        |                                        |  |  |       |  |  |                                         |  |  |                                          |  |
|                                         |                                    | 10. Brownlow North                        | 20. Francis North, I conte di Guilford |  |  |       |  |  |                                         |  |  |                                          |  |
|                                         |                                    | 10. Brownlow North                        | 20. Francis North, I conte di Guilford |  |  |       |  |  |                                         |  |  |                                          |  |
|                                         |                                    | 10. Brownlow North                        | 21. Elizabeth Kaye                     |  |  |       |  |  |                                         |  |  |                                          |  |
| 5. Elizabeth North                      |                                    | 10. Brownlow North                        |                                        |  |  |       |  |  |                                         |  |  |                                          |  |
|                                         |                                    | 11. Henrietta Maria Bannister             | 22. John Bannister                     |  |  |       |  |  |                                         |  |  |                                          |  |
|                                         |                                    | 11. Henrietta Maria Bannister             | 22. John Bannister                     |  |  |       |  |  |                                         |  |  |                                          |  |
|                                         |                                    | 11. Henrietta Maria Bannister             | 23. Elizabeth                          |  |  |       |  |  |                                         |  |  |                                          |  |
| 1. Thomas de Grey, VI barone Walsingham |                                    | 11. Henrietta Maria Bannister             |                                        |  |  |       |  |  |                                         |  |  |                                          |  |
|                                         | 12. Thomas Frankland, VI baronetto | 24. Thomas Frankland, V baronetto         |                                        |  |  |       |  |  |                                         |  |  |                                          |  |
|                                         | 12. Thomas Frankland, VI baronetto | 24. Thomas Frankland, V baronetto         |                                        |  |  |       |  |  |                                         |  |  |                                          |  |
|                                         | 12. Thomas Frankland, VI baronetto | 25. Sarah Rhett                           |                                        |  |  |       |  |  |                                         |  |  |                                          |  |
| 6. Robert Frankland Russell             | 12. Thomas Frankland, VI baronetto |                                           |                                        |  |  |       |  |  |                                         |  |  |                                          |  |
|                                         |                                    | 13. Dorothy Smelt                         | 26. William Smelt                      |  |  |       |  |  |                                         |  |  |                                          |  |
|                                         |                                    | 13. Dorothy Smelt                         | 26. William Smelt                      |  |  |       |  |  |                                         |  |  |                                          |  |
|                                         |                                    | 13. Dorothy Smelt                         | 27. Ursula Stanhope                    |  |  |       |  |  |                                         |  |  |                                          |  |
| 3. Augusta Louisa Frankland             |                                    | 13. Dorothy Smelt                         |                                        |  |  |       |  |  |                                         |  |  |                                          |  |
|                                         |                                    | 14. George Murray, vescovo di St. David's | 28. John Murray, III duca di Atholl    |  |  |       |  |  |                                         |  |  |                                          |  |
|                                         |                                    | 14. George Murray, vescovo di St. David's | 28. John Murray, III duca di Atholl    |  |  |       |  |  |                                         |  |  |                                          |  |
|                                         |                                    | 14. George Murray, vescovo di St. David's | 29. Charlotte Murray                   |  |  |       |  |  |                                         |  |  |                                          |  |
| 7. Louisa Ann Murray                    |                                    | 14. George Murray, vescovo di St. David's |                                        |  |  |       |  |  |                                         |  |  |                                          |  |
|                                         |                                    | 15. Anne Charlotte Grant                  | 30. Francis Grant                      |  |  |       |  |  |                                         |  |  |                                          |  |
|                                         |                                    | 15. Anne Charlotte Grant                  | 30. Francis Grant                      |  |  |       |  |  |                                         |  |  |                                          |  |
|                                         |                                    | 15. Anne Charlotte Grant                  | 31. Catherine Sophia Cox               |  |  |       |  |  |                                         |  |  |                                          |  |
|                                         |                                    | 15. Anne Charlotte Grant                  |                                        |  |  |       |  |  |                                         |  |  |                                          |  |

## Opere
- (EN) Walsingham, T., Characters of two new genera of Pterophoridæ from specimens in the British Museum (PDF), in The Entomologist's monthly magazine, vol. 21, Oxford, Entomologist's Monthly Magazine Ltd., gennaio 1885,  pp. 175-176, ISSN 0013-8908 (WC · ACNP), LCCN 06002228, OCLC 1568052.
- (EN) Walsingham, T., Revision of the West-Indian Micro-Lepidoptera with descriptions of new species (PDF), in Proceedings of the Zoological Society of London, vol. 1897, Londra, Longmans, Greens & Co., 18 gennaio 1897,  pp. 54-183, ISSN 0370-2774 (WC · ACNP), LCCN 86640154, OCLC 71115093.
- (EN) Walsingham, T. & Hampson, G. F., On moths collected at Aden and in Somaliland (PDF), in Proceedings of the Zoological Society of London, vol. 16, gennaio 1896,  pp. 257–283, pl. 10, ISSN 0370-2774 (WC · ACNP), LCCN 86640154, OCLC 5156468804.